# Cittareale
Cittareale är en ort och kommun i provinsen Rieti i regionen Lazio i Italien. Kommunen hade 445 invånare (2018).